# کتاب عزرا

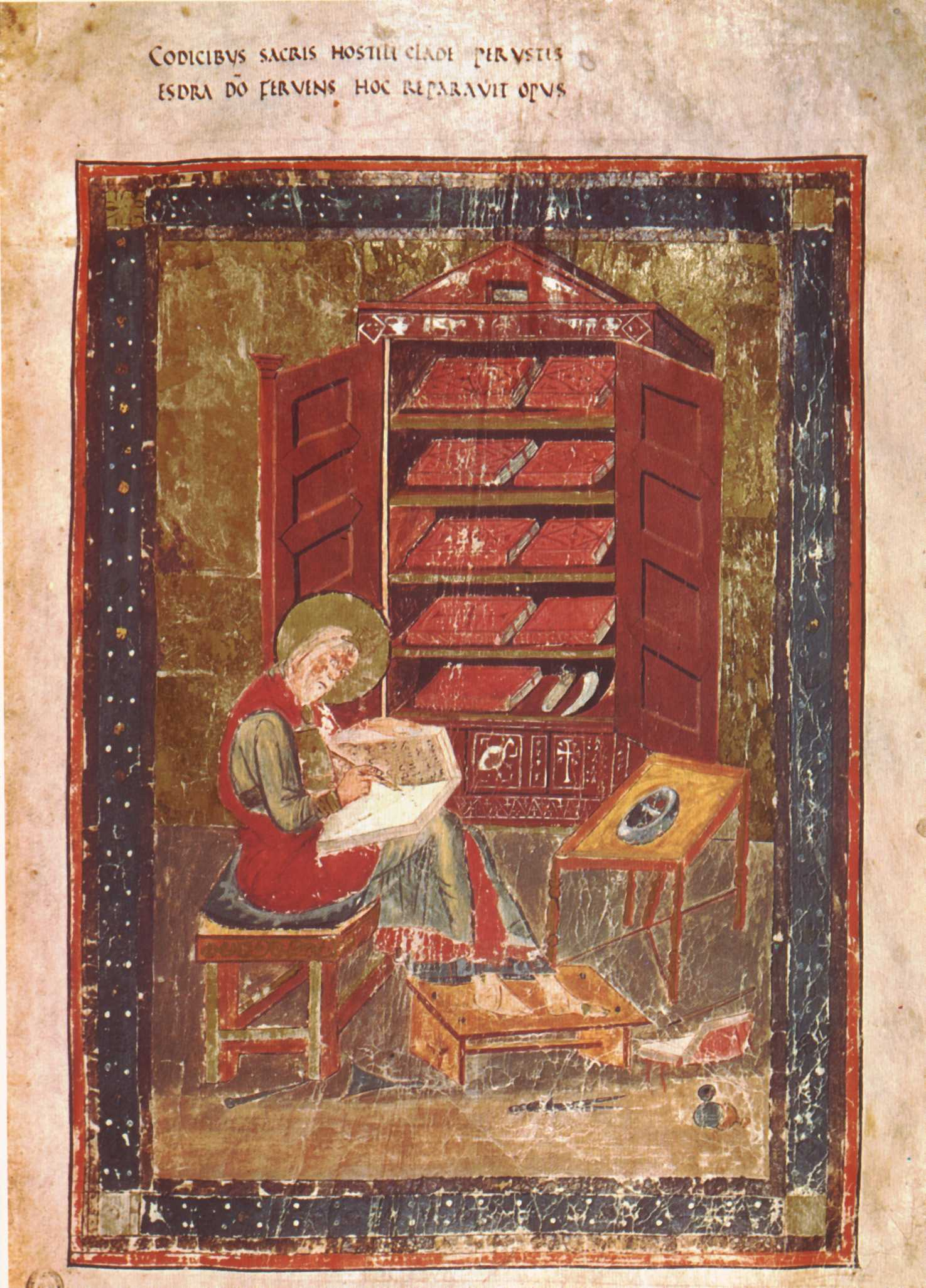
برگ پنجم از مجموعه آثار باستانی آمیاتینوس (فلورانس، کتابخانه پزشکی لارنزیانا، نسخه خطی آمیاتینوس ۱)، کاتب عزرا. «هنگامی که کتاب‌های مقدس در آتش جنگ سوختند، عزرا آسیب‌ها را مرمت کرد.»

کتاب عِزرا یکی از کتب عهد عتیق است. این کتاب ابتدا به صورت متصل به کتاب نحمیا، کتاب عزرا-نحمیا را تشکیل می‌داد تا اینکه بعداً توسط مسیحیان به دو کتاب تقسیم شد. موضوع آن بازگشت به اورشلیم بعد از اسارت یهودیان در بابل است. بخش اول کتاب در مورد سال اول پادشاهی کورش (۵۳۸ قبل از میلاد) و کامل شدن معبد دوم اورشلیم به دست داریوش در سال ۵۱۵ قبل از میلاد است. بخش دوم کتاب به بازگشت عزرا به اورشلیم و تلاش او برای پاکسازی قوم اسرائیل از گناه ازدواج با جنتیل‌ها است. به همراه کتاب نحمیا این کتاب آخرین بخش تاریخی عهد عتیق است. عزرا طوری نوشته شده است که در آن خداوند پادشاه پارسیان را برمی‌انگیزد تا مأموریتی الهی را انجام دهد. سه رهبر با سه مأموریت مهم: اولین مأموریت بازسازی معبد اورشلیم، دومین پاک کردن قوم یهود و سومین محافظت از اورشلیم به وسیله یک دیوار، آخرین مأموریت در کتاب نحمیا است. احتمالاً اولین نسخه این کتاب در حدود سال ۴۰۰ قبل از میلاد نوشته شده است.

## خلاصه
کتاب عزرا ده فصل دارد. فصلهای ۱ تا ۶ به حکومت کورش پارسی می‌پردازد و بازسازی معبد دوم اورشلیم را شرح می‌دهد. فصلهای ۷ تا ۱۰ به مأموریت عزرا در اورشلیم می‌پردازد.
فصلهای اول تا ششم:
1. دستور کورش، کورش مسیح خداوند به کمک الهام خداوند وسائل معبد را به شش‌بازار (شاهزاده یهودی) می‌دهد و به قوم اسرائیل دستور می‌دهد که به اورشلیم بازگشته و معبد را بازسازی کنند.
2. ۴۲۳۶۰ یهودی به همراه نوکران خود آوازخوانان از بابل به اورشلیم تحت رهبری زروبابل و یوشع کاهن می‌روند.
3. یوشع کاهن و زروبابل قربانگاه را برپا می‌دارند و عید سوکوت را در اورشلیم به جا می‌آورند. در سال دوم پایه‌های معبد زده می‌شود و معبد با خوشحالی زیاد به خداوند تقدیم می‌شود.
4. نامه سامریان به خشایارشا، دشمنان یهودا و بنیامین اعلام آمادگی برای کمک به ساخت معبد می‌کنند ولیکن کمک آنها رد می‌شود. آنها سپس در کار بازسازی معبد اختلال ایجاد می‌کنند که این اختلال تا زمان داریوش ادامه دارد. سامریان به خشایار نامه می‌نویسند که اورشلیم در حال بازسازی است و او دستور می‌دهد که بازسازی متوقف شود. از این روکار بازسازی معبد خداوند تا سال دوم پادشاهی داریوش متوقف می‌شود.
5. نامه تاتنای به داریوش، به کمک تلاشهای حجی و زکریا، زروبابل و یوشع کاهن کار معبد را آغاز می‌کنند. تاتنای ساتراپ یهودا به داریوش نامه می‌نویسد که اورشلیم در حال بازسازی شدن است و به او توصیه می‌کند که آرشیوها جستجو شوند تا دستور کورش پیدا شود.
6. دستور کورش، نسخه دوم، دستور داریوش: داریوش به دستور کورش دست میابد و به تاتنای دستور می‌دهد که در کار یهودیان اخلال ایجاد نکند و هرگونه کمک و مواد لازم را در اختیار آنان بگذارد. معبد دوم اورشلیم در ماه آدار در سال ششم حکومت داریوش کامل می‌شود و اسرائیلیان برای جشن گرفتن تکمیل آن جمع می‌شوند.
7. نامه خشایارشا به عزرا: خشایارشا به عزرا برای کامل شدن معبد تبریک می‌گوید و از او در مورد وضعیت یهودا و اورشلیم سؤال می‌کند و به او می‌گوید که سیستمی ایجاد کند که به وسیله آن تمامی مردمی که از خدای او پیروی می‌کنند تحت سلطه قوانین او قرار گیرند. خشایارشا طلای زیادی به عزرا می‌دهد و به تمامی مسئولان پارسی دستور می‌دهد که او را یاری کنند.
8. عزرا تعداد زیادی افراد را برای بازگشت به اورشلیم جمع می‌کند و طلا و نقره و وسائل زیادی با خود می‌برد؛ ولیکن او متوجه می‌شود که از لاویان کسی با خود ندارد و دستور می‌دهد که گروهی از آنان را همراه او بفرستند. افراد او به اورشلیم می‌رسند و طلا و نقره زیادی بین یهودیان تقسیم می‌کنند و خوشحالی می‌کنند.
9. عزرا متوجه می‌شود که بعضی از یهودیان در اورشلیم با زنان غیریهودی (جنتیل) ازدواج کرده‌اند. عزرا از این گناه بزرگ شوکه می‌شود و دعا می‌کند که خداوند آنها را ببخشد.
10. با وجود مخالفت تعدادی از یهودیان قوم اسرائیل زنان جنتیل را طلاق داده و آنها را از اورشلیم به همراه فرزندانشان دور می‌کنند.

## ارتباط تاریخی
برقراری ارتباط تاریخی با متن کتاب عزرا مشکل است زیرا بعضی قسمتهای آن با تحقیقات تاریخی همخوانی ندارد؛ ولیکن جدول زیر نشاندهنده مطابقت بخشهای مختلف کتاب با تاریخ است
| شاه پارسیان  | زمان حکومت (قبل از میلاد) | اتفاقهای مهم                                                                       | ارتباط با کتاب عزرا-نحمیا                               |
| ------------ | ------------------------- | ---------------------------------------------------------------------------------- | ------------------------------------------------------- |
| کورش         | ۵۵۰[?]–۵۳۰                | کورش به بابل در سال ۵۳۹ قبل از میلاد حمله می‌کند.                                   | دستور بازسازی اورشلیم توسط کورش داده می‌شود.             |
| کامبیز دوم   | ۵۳۰–۵۲۲ قبل از میلاد      | حمله به مصر در سال ۵۲۵ قبل از میلاد                                                |                                                         |
| داریوش اول   | ۵۲۲–۴۸۶ قبل از میلاد      | بعد از جنگ با رقیبان خود در سال ۵۲۰ به پادشاهی می‌رسد. در حمله به یونان ناموفق است. | معبد دوم اورشلیم در سال ۵۱۵ قبل از میلاد بازسازی می‌شود. |
| خشایار اول   | ۴۸۶ تا ۴۶۵ قبل از میلاد   | به یونان حمله کرده و آتن را به تسخیر می‌کند.                                        |                                                         |
| خشایارشا اول | ۴۶۵–۴۲۴ قبل از میلاد      | شورش یونانیان در مصر خنثی می‌شود.                                                   | زمان بازگشت عزرا به اورشلیم در سال هفتم خشایارشا است.   |
| داریوش دوم   | ۴۲۳–۴۰۴ قبل از میلاد      |                                                                                    |                                                         |
| خشایارشا دوم | ۴۰۴ تا ۳۵۸ قبل از میلاد   | جنگ با مصر                                                                         |                                                         |
| خشایارشا سوم | ۳۵۸ تا ۳۳۸ قبل از میلاد.  | مصر تسخیر می‌شود.                                                                   |                                                         |
| داریوش سوم   | ۳۳۶ تا ۳۳۰ قبل از میلاد.  | اسکندر مقدونی به امپراتوری هخامنشی پایان می‌دهد.                                    |                                                         |

## متنها
یک نسخه یونانی از کتاب عزرا به نام اسدراس وجود دارد. این نسخه دارای فصلی اضافه در بین فصل چهارم است. با اینکه متن تقریباً یکسان است، شماره آیه‌ها در آن متفاوت است.

## ارتباط با متون پارسی
بعضی متون پارسی کشف شده با کتاب عزرا همخوانی دارند؛ ولیکن در مورد صحت آنها بین تاریخدانان اختلاف وجود دارد.